# Louis Cattiaux
Louis-Ghislain Cattiaux (Valenciennes, 17 de agosto de 1904 - Paris, 16 de julho de 1953) foi um pintor e poeta francês que dedicou mais de 15 anos de sua vida para escrever A Mensagem Reencontrada (Le message retrouvé edição em português de 2005 pela Editora Madras), livro que reafirma e renova um Conhecimento Tradicional que se encontra nos Livros Revelados de todos os tempos (a exemplo dos Vedas, do Tao te ching, da Torá, dos Evangelhos ou do Corão) e nas heranças deixadas pelos santos, mestres, profetas e sábios de todas as nações. O texto de A Mensagem Reencontrada contém um sentido: moral, filosófico e ascético, iniciático e cabalístico, mas o sentido mais profundo é o alquímico.

## Biografia
Louis Cattiaux nasceu no dia 17 de agosto de 1904 em Valenciennes. Cresceu sem seus pais, sendo educado por sua irmã mais velha. Em 1914, ambos os irmãos mudam-se para Paris, e o pequeno Louis é internado no pensionato Hanley. Em 1922 faz uma prova para ingressar na Escola de Artes e Ofícios de Paris. Em 1928 Cattiaux viaja ao Daomé, contratado por uma empresa comercial, mas ao cabo de alguns meses volta à metrópole onde se consagrará cada vez mais à pintura. Começa a frequentar os meios literários e artísticos da vanguarda parisiense da época. Em 1932 se casa com Henriette Péré. O casal funda uma galeria de arte chamada Gravitations, em homenagem ao poeta Jules Supervielle, situada no térreo do número 3 da Rua Casimir-Perier, onde também moram.

Em 1934 aparece o chamado manifesto do Transhylismo, assinado por uma série de artistas entre os quais se encontra Cattiaux, além dos poetas Louis de Gonzague Frick e Jules Supervielle.

A partir de 1936, Cattiaux orienta sua busca cada vez mais na direção da alquimia. E em 1938 escreve uma parte do livro que chamou inicialmente Le Message Égaré (A Mensagem Perdida), que mais tarde se converterá em Le Message Retrouvé (A Mensagem Reencontrada). Em 1946, os doze primeiros capítulos de A Mensagem Reencontrada são publicados em Paris por conta do autor. Nessa época começou também a escrever seu ensaio Física e Metafísica da pintura.

Em 1947 começa a se corresponder com o poeta Jean Rousselot e com o célebre escritor e estudioso da tradição primordial René Guénon. Graças a uma resenha deste último sobre A Mensagem Reencontrada, publicada em 1948 na revista Études Traditionnelles, Louis Cattiaux entra em contato com Emmanuel d’Hooghvorst, futuro autor de artigos e de uma obra de inspiração alquímica, O Fio de Penélope. Isso marcará o início de uma intensa relação entre ambos e também com o irmão mais novo de Emmanuel, Charles d’Hooghvorst, a quem conhecerá em maio de 1949. Em 1951 aparece um primeiro artigo escrito por Emmanuel d’Hooghvorst sobre A Mensagem Reencontrada, publicado na revista suíça Les Cahiers trimestriels Inconnues. Em 16 de julho de 1953, Louis Cattiaux falece como consequência de uma fulminante doença, e, um ano depois, seus Poèmes Alchimiques, Tristes, Zen, d’Avant, de la Résonance, de la Connaissance são publicados pela editora Le Cercle du Livre. Também em 1954, aparecem fragmentos de seu ensaio Física e Metafísica da Pintura na mesma revista Les Cahiers trimestriels Inconnues (n º 9), e um artigo de Emmanuel d'Hooghvorst intitulado A Mensagem profética de Louis Cattiaux.

## A Mensagem Reencontrada ou o relógio da noite e do dia de Deus
Em 1946, Louis Cattiaux editou por conta própria os primeiros 12 capítulos ou livros, como preferia chama-los, de sua principal obra com um prefácio do filósofo, poeta, artista e ativista da não-violência Lanza del Vasto. Depois seguiu escrevendo os demais 28 capítulos ou livros até a sua morte em 1953. Em 1956 apareceu a publicação completa (do livro I ao XXXX) pela editora Denoël, com uma apresentação aos leitores de Emmanuel e Charles d’Hooghvorst. Cada capítulo foi redigido como uma sequência de aforismos ou sentenças, dispostas em duas colunas (os aforismos na coluna da esquerda são numerados, e os da direita trazem o mesmo número, acrescentado de uma apóstrofe, por exemplo: 20 e 20’, 40 e 40’, etc.) sendo que às vezes estas sentenças são complementadas por um terceiro versículo (com a mesma numeração e uma dupla apóstrofe no número: 20”, 40”, etc), que surge no meio da página. Os 40 livros da Mensagem Reencontrada foram escritos durante mais de 15 anos, e reúnem a experiência espiritual do autor. Cada um desses livros é precedido por duas epígrafes e acabado com duas hipógrafes ou referências finais, extraídas dos livros sagrados de todas as nações. É a obra por antonomásia de Cattiaux, fruto de uma inspiração pouco comum.

Os aforismos ou versículos, como os denomina Cattiaux, tratam distintos temas, sendo cada um deles independente, mas ao mesmo tempo formando um conjunto homogêneo sempre referido às perguntas fundamentais do ser humano. Sua linguagem é singular, pois Cattiaux não desenvolve nenhum tema sistematicamente, senão que sentencia.

Pela sua amplitude e profundidade é difícil situar A Mensagem Reencontrada dentro de determinadas correntes filosóficas ou espirituais, ainda que o autor se sentisse especialmente próximo à tradição hermética ocidental. Abaixo uma seleção de versículos, do livro A Mensagem Reencontrada, segundo uma proposta de Charles d’Hooghvorst:

“Nenhuma palavra de uma Escritura santa contradiz de fato a palavra de outra Escritura santa. Assim, Deus aparece múltiplo em pessoas e, no entanto, ele é único em ato e em repouso, como sendo o Ser por excelência, isto é, o Primeiro e o Último em tudo (XV,50)/ Então precisamos conhecer todas as Escrituras santas e estudá-las até que tenhamos descoberto a identidade primeira e última da palavra inspirada. "Pensar em Deus e meditar sobre a sua criação é rezar e louvar a Deus."” (XV,50’)

A ciência de Deus.- “Nem os crentes nem os ateus suspeitam da existência da ciência de Deus, oculta atrás dos símbolos, dos escritos e das figuras das religiões reveladas. Aqueles que acreditam nela tentam se apropriar pela astúcia e pela violência. Alguns a pedem a Deus no seu coração e apenas um ou dois a obtém no século.” (XXIV, 33)

“Nossa parca razão nos furta a evidência da ciência divina.” (V, 50)

“A verdadeira possessão é a ciência de Deus experimentada no segredo do coração. A possessão ilusória é a ciência dos homens praticada no mundo.(VIII,18)/ O ignorante fala em suprimir o mal; o Sábio se limita a separá-lo e rejeitá-lo, a fim de glorificar o bem sem entrave”. (VIII,18’)

“Estudemos os triplos mistérios antigos. Reverenciemos as doutrinas e as fábulas sagradas. Procuremos o bem que subsiste no mal. Meditemos sobre as obras dos profetas e dos santos filósofos. Compreendamos que há somente um Deus, somente uma ciência e somente uma criação em todas as partes e sempre.(II, 83)/ Toda a umidade será expulsa da terra, e o fogo consumirá a porcaria imunda até que apareça o sal virginal, ao qual será devolvida a água celeste para formar o novo mundo de Deus. "Quem nos fará ouvir essa palavra do começo e do fim dos tempos? Quem nos mostrará o germe desnudado da criação perfeita do Senhor?” (II,83')

A fé.- “Nossa fé não radica em uma ideia abstrata, nem num ideal inalcançável, nem no grande número de fiéis, nem nas obras humanas, nem nos bens deste mundo, nem nas honras religiosas ou profanas, nem nas ciências dos homens, nem nos poderes dos ascetas. (XXXVIII,19)/ Nossa fé radica na certeza da natureza divina encarnada na carne do mundo. Nossa fé se nutre da esperança de reencontrar esta natureza divina sepultada no pecado de morte. Nossa fé se anima com a efusão do Espírito Santo que fecunda a natureza divina e assim nos refaz filhos de Deus, à imagem do próprio Deus.” (XXXVIII,19’)

“Há três soluções possíveis para os homens aqui embaixo: contar somente consigo mesmo, como fazem os ignorantes extraviados na noite do mundo. Contar consigo mesmo e com Deus, como fazem os crentes que ouviram falar da luz do começo. / Contar somente com Deus, como fazem os Sábios e os santos que conhecem ou se aproximam da origem e do fim de todas as coisas.” (XII, 72’ a 77’)

A busca.- “A palavra de Deus primeiro humilha nossa razão logo comunica secretamente sua luz à alma, antes de iluminar o espírito, se estamos atentos e somos perseverantes em nossa busca santa.” (XVIII, 67’).
“Alguns prosseguem secretamente a busca de Deus além dos símbolos e das figuras, porque têm sede da realidade que se vê, que se toca e que se come. Quem poderia repreendê-los e quem ousaria excluí-los da igreja universal do Senhor sapientíssimo?” (XXI, 55).

A prece.- “A prece vivida por um minuto vale mais do que a lição morta ruminada durante toda uma vida.” (V, 26)

“A prece é como uma conversa secreta entre o Deus criado e o Deus incriado, isto é, como o laço de amor que une o finito ao infinito e que permite à totalidade de se conhecer em Um.” (IX, 52)

“Há uma prece importante e urgente que devemos repetir todos os dias da nossa vida exilada:"Liberta-nos, Pai Todo-Poderoso, da sujeira imunda que nos submerge por toda parte, para que resplandeçamos novamente na tua pureza, e fecunda-nos com o teu santo amor para que sejamos fixados em ti eternamente."AMÉM.” (XX, 73’’)

A morte.- “A extrema humilhação da morte é a entrada obrigatória ao esplendor da vida celeste, pois a separação terrestre é o começo do céu manifestado.” (II, 76’)

“Chamamos atenção para a morte que tem o mundo em suas garras cegas, mas também destacamos a vida que se renova constantemente através dela.(XXXVII,26)/ Fizemos lembrar a fechadura terrestre e a chave celeste que abrem a porta da morada da vida bem-aventurada onde os filhos de Deus se regozijam eternamente com a alegria do único Esplendor.(XXXVII,26’)/ Assim, perdemos deliberadamente a nossa vida neste mundo misturado para salvá-la no reino de Deus.” (XXXVII,26’’)

A bênção e o amor.- “É a palavra essencial e substancial transmitida pelo mestre que nos faz herdeiros do Altíssimo, com a condição de que a recebamos santamente com gratidão, e não profanamente com malícia.” (XXIV, 13)

“Não nos salvaremos pelo trabalho das nossas mãos, nem pelo trabalho da nossa vontade, nem pelo da nossa inteligência.(XXXVI, 78)/ É a bênção de Deus e é a operação do seu santo amor nos nossos corações purificados que realizarão a obra de liberação e de ressurreição.” (XXXVI,78’)

“O centro do Universo repousa no coração do homem, mas para liberá-lo, primeiro é necessário que o espírito livre venha ao socorro do espírito prisioneiro das trevas.” (IV, 36’)

“É a benção de Deus que envia a água da vida, e é o seu amor que encarna o fogo santo.” (IV, 37’)

“Não há repouso sem conhecimento. Não há conhecimento sem amor. Não há amor sem graça. Não há graça sem abandono.” (XII, 32)

“O amor penetra, o amor anima, o amor exalta, o amor multiplica, o amor unifica no esplendor.(XVIII,66)/ É pela pureza da graça que nos imantamos ao amor divino e encarnamos Deus em nós.” (XVIII,66’)

O santo e o sábio.- A vida do Sábio sai da morte do santo como a vida da mariposa sai da morte da lagarta que se transforma em crisálida e, depois, milagre de ressurreição.” (XXV,27)

“Há duas vias de retorno a Deus: seja a dissolução na vida universal e livre, seja a coagulação nela.(XXVI,13)/ A primeira via é ensinada por muitos e realizada por alguns. A segunda via é ensinada por alguns e realizada por muito poucos.(XXVI,13’)/ Aquele que as separa é ignorante. Aquele que as une é sábio.” (XXVI,13’’)

A realização espiritual e a realização corporal.- “Alguns alcançam aqui embaixo a iluminação espiritual do Senhor de vida, e os chamamos bem-aventurados.(XXXII,42)/ Mas onde estão aqueles que alcançam o conhecimento corporal do único Esplendor? E como os chamaremos?(XXXII,42’)/ Os mais inteligentes e os mais avançados no estudo e no conhecimento dos mistérios de Deus somente penetram a realização espiritual.(XXXII,43)/ É o retorno ao estado livre, movente e incondicionado em Deus. Estes são os liberados de Deus.(XXXII,43’)/ Alguns dentre estes obtêm o conhecimento da ciência divina e ultrapassam a realização espiritual para penetrar a realização substancial.(XXXII,44)/ É o acesso ao estado livre, fixo e manifestado em Deus. São os ressuscitados de Deus.” (XXXII,44’)

“Os mais instruídos entre os estudantes das santas e Sábias Escrituras interpretam os mistérios divinos como os símbolos da renovação espiritual do homem extraviado neste mundo.(XXXVI, 13)/ Quantos entre eles compreendem que estes santos Mistérios descrevem também a regeneração corporal do homem crucificado aqui embaixo?” (XXXVI,13’)

A luz.- “A luz do sol, da lua e das estrelas fecunda perpetuamente a água do céu que leva a semente até as profundezas da terra, de onde surge a vida dos seres e das coisas.” (IV, 19’)

“O que há de mais leve do que a luz do sol? No entanto é ela que dá peso a todas as coisas do mundo.” (X, 3’)

A natureza.- “A natureza está profundamente sepultada na terra e altamente situada no céu, mas existe um lugar particular onde ela é mais oculta e mais evidente do que em qualquer outro lugar.(VIII,47’)/ Aqui há uma grande perdição para os astutos, mas também uma grande recompensa para os corações simples e desapegados.” (VIII,48’)

“Nossa vida está eternamente grávida de Deus.Quem o fará aparecer antes do término da morte e da ressurreição do grande mundo?
"A natureza libertará a natureza, e a criança misteriosa nascerá da única Mãe."”  (IV, 96’)

“O maior dentre os homens é aquele que pode conciliar o ensinamento da natureza com o dos livros santos, para fazer uma só coisa.” (III, 101)

O NOME de Deus.- “O sagrado Nome de Deus é uma realidade viva e palpável que tudo pode. É um mistério que poucos conheceram ou conhecerão.” (XVIII,65’)

“O Pai-Deus, é o NOME de Deus não expressado no segredo da Água-Deus.(XXX,22)/ Deus está oculto no seu NOME.(XXX,22’)/ A Água-Deus, é o NOME de Deus que descende e que sobe em si mesmo.(XXX,23)/ E o seu NOME é a vida.(XXX,23’)/ O Espírito-Deus é o NOME de Deus que se move em todos os sentidos sobre a Água-Deus.(XXX,24)/ E o seu NOME está vivo.(XXX,24’)/ O Corpo-Deus é o NOME de Deus que se manifesta e que se fixa na Água-Deus.(XXX,25)/ E o seu NOME se nutre da vida.(XXX,25’)/ Assim, Deus é aquele que É, pelo que ele É , no que ele É, para o que ele É.” (XXX,25’’)

O conhecimento.- “O conhecimento especulativo é ao saber possessivo o que uma perna de pau é a um membro são.” (VIII, 35’)

“Todo conhecimento que não é experimentado é nulo, porque não tem efeito.” (IX, 10)

“Poucos homens foram favorecidos aqui embaixo pelo conhecimento possessivo, pois poucos santos dentre os melhores são capazes de adquirir o poder divino sem dano para eles mesmos nem para os demais.(XI, 69)/ Estar possuído por Deus é ser santo. Possuir Deus é ser Sábio. Mas penetrar Deus é ser insensato” (XI,69’)

A salvação.- “Aqueles que nos predicam o céu e que se enterram nas pequenezes deste mundo são hipócritas que semeiam o ódio de Deus no coração dos humanos exilados, em vez de nele fazer florescer o seu amor santo e perfeito.(XXXIV,78)/ A salvação de Deus não é, como alguns ensinam, uma eventualidade remota e vaga. É uma realidade imediata e palpável para aquele que a alcança aqui embaixo. Eis o que todos devemos saber.(XXXIV,78’)/ Jamais tenhamos vergonha de abandonar uma opinião limitada e vaga para adotar uma ideia mais precisa e mais ampla da salvação de Deus, pois assim nos abriremos e germinaremos em Deus, em vez de estagnar e de nos decompor no mundo.” (XXXIV,78’’)

A Pedra.- "A fé, a simplicidade e a sobriedade nos conservarão com vida mais certamente do que a ciência, o progresso e a abundância do mundo profano que vai para a morte sem sabê-lo. Receberemos o dom de Deus com inteligência?(XXVI,47)/ Nós vos damos a pedra cumeeira que remata o edifício santo, e a sua luz iluminará as nações, pois a pedra fundamental é como a pedra do cume, e a pedra do cume é como a pedra fundamental na unidade do Um.(XXVI,47’)/ Os sábios e os inteligentes negam a evidência do milagre de Deus, e os crentes orgulhosos o pregam no tempo sem ver que ele se renova constantemente diante dos seus olhos de cegos.(XXVI, 48)/ O mestre não disse: "aquele que cair sobre a pedra fundamental será quebrado, e aquele em quem cair a pedra do cume será esmagado? Não o ouvimos mais?(XXVI,48’)/ Muitos foram quebrados por causa da impureza dos seus corações que lhes impediu de reconhecer a pedra fundamental plantada em terra.(XXVI,49)/ Muitos serão esmagados pela pedra do cume por causa da impureza dos seus olhos que lhes impedirá de vê-la cair do céu.(XXVI,49’)/ A pedra fundamental é uma pedra cúbica, e a pedra do cume é uma pedra piramidal. Vocês sabiam?(XXVI,50)/ Não acrescentamos nada e não suprimimos nada. O vêem?" (XXVI,50’)

Deus.- “Deus é como um fogo fixo e seco, oculto num fogo movente e úmido. Aquele que o descobre possui o domínio da vida.
” (IV, 48)
“Deus é como a água que reúne os universos e como o fogo que os amadurece.” (X, 59’)

## Física e Metafísica da Pintura
Em 1946, Louis Cattiaux começou a escrever este ensaio sobre a pintura. O título escolhido expressa com clareza a essência dessa obra, na qual se encontram tanto textos consagrados aos procedimentos da pintura (os 8 primeiros capítulos, aos quais refere-se a “Física” do título) como outros (os 24 restantes) que tratam da vocação do artista (aos quais refere-se a “Metafísica” do título). Além disso, cada tema é desenvolvido conforme essa dupla perspectiva, já que, para Cattiaux, a verdadeira obra de arte é a que une o espiritual com o sensível, a perfeição com a potência, o ideal com o objeto, o céu e a terra, o espírito e o corpo, por meio da alma viva do Universo, o fogo único, primeiro e último. A confluência, pouco habitual, entre a técnica dominada à perfeição e a inspiração mais elevada é o que forma um verdadeiro artista. A arte de Cattiaux brota das trevas do ser oculto. A origem da arte, segundo este pintor alquimista, no é o resultado de uma necessidade estética, como geralmente se crê, mas sim de uma necessidade de dominação mágica.